# Шопке (Вісконсин)
Шопке (англ. Schoepke) — місто (англ. town) в США, в окрузі Онейда штату Вісконсин. Населення — 388 осіб (2020).

## Демографія
Згідно з переписом 2010 року, у місті мешкало 387 осіб у 188 домогосподарствах у складі 122 родин. Було 647 помешкань
Расовий склад населення:
| - 95,9 % — білих - 0,3 % — корінних американців |

До двох чи більше рас належало 3,9 %. Частка іспаномовних становила 0,0 % від усіх жителів.
За віковим діапазоном населення розподілялося таким чином: 13,2 % — особи молодші 18 років, 64,3 % — особи у віці 18—64 років, 22,5 % — особи у віці 65 років та старші. Медіана віку мешканця становила 52,3 року. На 100 осіб жіночої статі у місті припадало 115,0 чоловіків;  на 100 жінок у віці від 18 років та старших — 111,3 чоловіків також старших 18 років.
Середній дохід на одне домашнє господарство  становив 64 333 долари США (медіана — 45 833), а середній дохід на одну сім'ю — 72 507 доларів (медіана — 50 000). Медіана доходів становила 42 031 долар для чоловіків та 37 500 доларів для жінок. За межею бідності перебувало 11,8 % осіб, у тому числі 35,7 % дітей у віці до 18 років та 4,0 % осіб у віці 65 років та старших.
Цивільне працевлаштоване населення становило 151 особа. Основні галузі зайнятості: освіта, охорона здоров'я та соціальна допомога — 26,5 %, роздрібна торгівля — 15,2 %, виробництво — 13,9 %.